# Tomopterna delalandii
Tomopterna delalandii é uma espécie de anfíbio da família Pyxicephalidae.
É endémica da África do Sul.
Os seus habitats naturais são: matagal de clima temperado, matagal árido tropical ou subtropical, matagais mediterrânicos, pântanos, marismas intermitentes de água doce, terras aráveis, pastagens, áreas de armazenamento de água, lagoas e canals e valas.
Está ameaçada por perda de habitat.